# Lemoa
Lemoa város Spanyolországban,  Bizkaia tartományban. Lemoa Bedia, Galdakao, Zornotza, Dima és Igorre községekkel határos. Lakosainak száma 3586 fő (2024).

## Népesség
A település népessége az utóbbi években az alábbiak szerint változott:
| Lakosok száma | 2612 | 2793 | 2968 | 3158 | 3451 | 3512 | 3534 | 3486 | 3530 | 3586 |
|               | 2001 | 2004 | 2007 | 2009 | 2012 | 2014 | 2017 | 2019 | 2022 | 2024 |